# Justicia comata
Justicia comata är en akantusväxtart som först beskrevs av Carl von Linné, och fick sitt nu gällande namn av Jean-Baptiste de Lamarck. Justicia comata ingår i släktet Justicia och familjen akantusväxter. Inga underarter finns listade i Catalogue of Life.